# Ankylopteryx ferruginea
Ankylopteryx ferruginea is een insect uit de familie van de gaasvliegen (Chrysopidae), die tot de orde netvleugeligen (Neuroptera) behoort. 
Ankylopteryx ferruginea is voor het eerst wetenschappelijk beschreven door Tsukaguchi in 1995.